# Чиньяк (Аляска)
Чиньяк (англ. Chiniak) — переписна місцевість (CDP) в США, в окрузі Кодіяк-Айленд штату Аляска. Населення — 61 особа (2020).

## Географія
Чиньяк розташований за координатами 57°34′29″ пн. ш. 152°17′1″ зх. д. / 57.57472° пн. ш. 152.28361° зх. д. (57.574818, -152.283488).  За даними Бюро перепису населення США в 2010 році переписна місцевість мала площу 100,37 км², з яких 100,19 км² — суходіл та 0,18 км² — водойми.

### Клімат
| Клімат : Чиньяк         | Клімат : Чиньяк | Клімат : Чиньяк | Клімат : Чиньяк | Клімат : Чиньяк | Клімат : Чиньяк | Клімат : Чиньяк | Клімат : Чиньяк | Клімат : Чиньяк | Клімат : Чиньяк | Клімат : Чиньяк | Клімат : Чиньяк | Клімат : Чиньяк | Клімат : Чиньяк |
| Показник                | Січ.            | Лют.            | Бер.            | Квіт.           | Трав.           | Черв.           | Лип.            | Серп.           | Вер.            | Жовт.           | Лист.           | Груд.           | Рік             |
| Абсолютний максимум, °C | 6,1             | 9,4             | 12,8            | 17,2            | 25,0            | 29,4            | 26,7            | 30,0            | 22,8            | 16,7            | 10,6            | 6,1             | 30,0            |
| Середній максимум, °C   | 1,3             | 1,8             | 4,6             | 7,2             | 12,2            | 15,3            | 17,1            | 18,3            | 14,3            | 8,4             | 3,9             | 1,6             | 8,9             |
| Середня температура, °C | −0,8            | −0,9            | 1,0             | 3,9             | 7,7             | 10,9            | 12,9            | 13,7            | 10,4            | 4,9             | 1,4             | −1,1            | 5,4             |
| Середній мінімум, °C    | −3              | −3,6            | −2,6            | 0,6             | 3,1             | 6,4             | 8,8             | 9,1             | 6,4             | 1,5             | −1,2            | −3,9            | 1,8             |
| Абсолютний мінімум, °C  | −16,1           | −15,6           | −18,9           | −7,8            | −4,4            | 0,0             | 1,7             | 1,7             | −3,3            | −6,7            | −10,6           | −16,7           | −18,9           |
| Норма опадів, мм        | 208             | 162             | 177             | 183             | 176             | 129             | 154             | 129             | 300             | 256             | 208             | 275             | 2357            |
| ----------------------- | --------------- | --------------- | --------------- | --------------- | --------------- | --------------- | --------------- | --------------- | --------------- | --------------- | --------------- | --------------- | --------------- |
| Джерело: WRCC           |                 |                 |                 |                 |                 |                 |                 |                 |                 |                 |                 |                 |                 |

## Демографія
Згідно з переписом 2010 року, у переписній місцевості мешкало 47 осіб у 20 домогосподарствах у складі 16 родин. Густота населення становила 0 осіб/км².  Було 28 помешкань (0/км²).
Расовий склад населення:
| - 91,5 % — білих - 4,3 % — корінних американців |

До двох чи більше рас належало 4,3 %. Частка іспаномовних становила 0,0 % від усіх жителів.
За віковим діапазоном населення розподілялося таким чином: 17,0 % — особи молодші 18 років, 74,5 % — особи у віці 18—64 років, 8,5 % — особи у віці 65 років та старші. Медіана віку мешканця становила 52,2 року. На 100 осіб жіночої статі у переписній місцевості припадало 123,8 чоловіків;  на 100 жінок у віці від 18 років та старших — 129,4 чоловіків також старших 18 років.

Цивільне працевлаштоване населення становило 0 осіб. 